# 国家事业单位登记管理局
中央机构编制委员会办公室事业单位登记管理局，加挂国家事业单位登记管理局牌子，是中央机构编制委员会办公室直属正司局级内设机构。

## 沿革
1998年，经中央机构编制委员会批准，中央机构编制委员会办公室事业单位登记管理中心成立，为中央机构编制委员会办公室直属事业单位，承担同年通過的《事业单位登记管理暂行条例》（2004年6月27日該條例再次修訂）中规定的事业单位登记管理职能，并在登记管理活动中使用“国家事业单位登记管理局”的牌子以及印章。
2000年，《中央机构编制委员会办公室机构改革方案》（厅字〔2000〕30号）明确中央编办增加事业单位登记管理职能。中央编办相应成立中央机构编制委员会办公室事业单位登记管理局（国家事业单位登记管理局），作为中央编办内设机构。中央编办事业单位登记管理局在履行中央级事业单位登记管理职能时使用“国家事业单位登记管理局”名义。
2009年，该局向政务和公益机构域名注册管理中心办理开通了“国家事业单位登记管理局.政务”专用中文域名。
2018年9月21日，经国家事业单位登记管理局核准，正式设立国家事业单位登记管理局，作为中央编办直属事业单位。
2021年，中央编办决定组建中央机构编制委员会办公室事业单位登记管理局（国家事业单位登记管理局），作为办机关内设机构。

## 职责
根据有关规定，国家事业单位登记管理局承担下列职能：
1. 拟订事业单位登记管理的方针、政策和规定，起草有关法律法规草案和部门规章，并组织实施和监督检查。
2. 依法保护核准登记的事业单位有关登记事项的合法权益。
3. 监督事业单位贯彻落实《事业单位登记管理暂行条例》（以下简称《条例》）和《事业单位登记管理暂行条例实施细则》（以下简称《实施细则），依法处理违反《条例》和《实施细则》的行为。
4. 指导和监督检查地方登记管理机关的事业单位登记管理工作。
5. 负责《实施细则》规定的管辖范围事业单位的登记管理工作。
6. 指导和实施事业单位法人治理结构、绩效评估和年度报告公开工作。
7. 组织和实施全国事业单位网上登记管理系统及信息管理工作。
8. 承担事业单位改革相关工作。
9. 开展有关事业单位登记管理的社会服务。

## 机构设置
根据有关规定，国家事业单位登记管理局设置下列机构：
- 一处（登记受理处）
- 二处
- 三处
- 四处

## 历任领导
局长
1. 岳云龙（？—2010年）[7][8][9]
2. 李松武（2010年11月—2014年）[10]
3. 王冬雪（2014年—）[11]